# Murat Ahsen Böre
Pour les articles homonymes, voir Böre.
Murat Ahsen Böre (né le 20 septembre 1919 à Helsinki en Finlande) est un joueur de hockey sur glace turc.

## Carrière en club
En 1935, il commence sa carrière avec l'Ilves Tampere dans la SM-sarja.

## Statistiques
| Saison  | Équipe        | Ligue    |    | Saison régulière | Saison régulière | Saison régulière | Saison régulière | Saison régulière |   | Séries éliminatoires | Séries éliminatoires | Séries éliminatoires | Séries éliminatoires | Séries éliminatoires |
| Saison  | Équipe        | Ligue    | PJ | B                | A                | Pts              | Pun              | PJ               | B | A                    | Pts                  | Pun                  |                      |                      |
| 1935-36 | Ilves Tampere | SM-sarja | 6  | 0                | 0                | 0                | 0                | -                | - | -                    | -                    | -                    |                      |                      |
| 1936-37 | Ilves Tampere | SM-sarja | 6  | 0                | 1                | 1                | 0                | -                | - | -                    | -                    | -                    |                      |                      |
| 1937-38 | Ilves Tampere | SM-sarja | 4  | 2                | 0                | 2                | 0                | -                | - | -                    | -                    | -                    |                      |                      |
| 1942-43 | HJK Helsinki  | SM-sarja | 7  | 1                | 1                | 2                | 0                | -                | - | -                    | -                    | -                    |                      |                      |